# Meistaraflokkur (1951)
Sezon 1951 był 40. sezonem o mistrzostwo Islandii. Drużyna KR nie obroniła tytułu mistrzowskiego, mistrzem została drużyna Akraness, zdobywając w czterech meczach sześć punktów. Ze względu na brak systemu ligowego żaden zespół nie spadł ani nie awansował po sezonie.

## Drużyny
Po sezonie 1950 nie nastąpiły żadne zmiany w składzie ligi, wobec czego do sezonu 1951 przystąpiło pięć zespołów.
| Uczestnicy poprzedniej edycji                                                                                 | Uczestnicy poprzedniej edycji | Uczestnicy poprzedniej edycji | Uczestnicy poprzedniej edycji |
| --- | ----------------------------- | ----------------------------- | ----------------------------- |
| KRE | KR                            | 1                             |                               |
| FRA | Fram                          | 2                             |                               |
| ÍA | Akraness                      | 3                             |                               |
| VÍR | Víkingur Reykjavík            | 4                             |                               |
| VAL | Valur                         | 5                             |                               |
| Oznaczenia: - kolumna pierwsza – skróty nazw drużyn, - kolumna trzecia – miejsce zajęte w poprzednim sezonie. |                               |                               |                               |

## Tabela
| Lp. | Drużyna            | M | Z | R | P | Bramki | Bramki | +/– | Pkt |
| --- | ------------------ | - | - | - | - | ------ | ------ | --- | --- |
| 1   | Akraness (M)       | 4 | 2 | 2 | 0 | 12     | 8      | +4  | 6   |
| 2   | Valur              | 4 | 2 | 0 | 2 | 9      | 6      | +3  | 4   |
| 2   | KR                 | 4 | 2 | 0 | 2 | 8      | 8      | 0   | 4   |
| 4   | Víkingur Reykjavík | 4 | 1 | 1 | 2 | 7      | 6      | +1  | 3   |
| 4   | Fram               | 4 | 1 | 1 | 2 | 5      | 13     | −8  | 3   |

## Wyniki
| Gospodarz \ Gość   | ÍA  | FRA | KRE | VAL | VÍR |
| Akraness           |     |     |     | 3:2 | 2:2 |
| Fram               | 2:2 |     | 2:1 |     |     |
| KR                 | 2:5 |     |     |     | 3:1 |
| Valur              |     | 6:1 | 0:2 |     |     |
| Víkingur Reykjavík |     | 4:0 |     | 0:1 |     |

Źródło: Knattspyrnusamband Íslands (isl.)
Objaśnienia:
1Drużyna gospodarzy jest wymieniona po lewej stronie tabeli.
Kolory: zielony – zwycięstwo gospodarzy, żółty – remis, różowy – zwycięstwo gości.